# Cancer de prostată

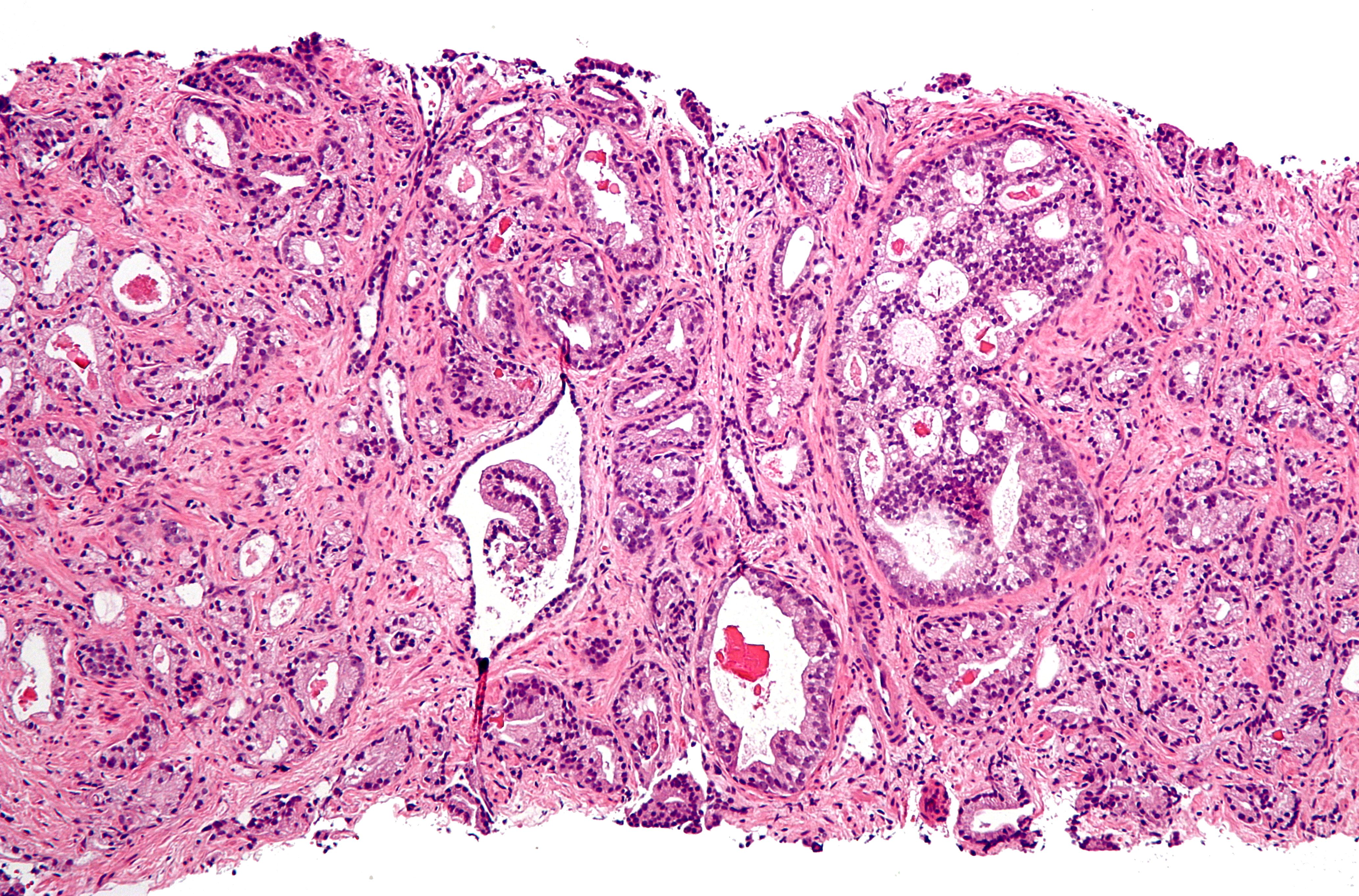
Cancer de prostată cu diferențiere histologică 4 pe scara Gleason

Cancerul de prostată este o formă de cancer care se dezvoltă în prostată, o glandă aflată la intersecția aparatului urinar cu cel genital la bărbați.  Mare majoritate a cancerelor de prostată se dezvoltă lent, cu toate acestea, există cazuri în care cancerul de prostată se dezvoltă în mod agresiv. Celulele canceroase se pot extinde prin metastază la oase și ganglioni limfatici. Cancerul de prostată poate provoca durere, disfuncție erectilă, dificultăți de urinare și probleme în timpul actului sexual. Alte simptome se pot dezvolta în timpul unor etape ulterioare ale bolii.
Cancerul de prostată tinde să se dezvolte la bărbații cu vârsta de peste cincizeci de ani și, deși este una dintre cele mai răspândite tipuri de cancer la bărbați mulți nu au simptome, nu se tratează, și în cele din urmă mor din alte cauze. Acest lucru este din cauza faptului că cancerul de prostată este, în majoritatea cazurilor, cu dezvoltare lentă, asimptomatică și oamenii în vârstă adesea vor muri din cauze care nu au legătură cu cancerul de prostată, cum ar fi inimă / boli circulatorii, pneumonie , alte tipuri de cancer care nu au legătură cu prostata, sau din cauza vârstei înaintate. Pe de altă parte, cazurile de cancer de prostată mai agresive reprezintă cauza pentru mai multe decese legate de cancer în rândul bărbaților din Statele Unite, decât orice alt cancer, cu excepția cancerului pulmonar.
  
Aproximativ două treimi din cazurile de cancer de prostată sunt cu dezvoltare lentă, iar o treime cu dezvoltare mai agresivă și mai rapidă.

Mulți factori, printre care cele genetice și de nutriție sunt implicate în dezvoltarea cancerului de prostată. Prezența cancerului de prostată poate fi indicată de simptome, examinare fizică, de antigenul specific prostatic (PSA), sau de biopsie. Testul PSA îmbunătățește detectarea cancerului de prostată, dar nu reduce mortalitatea. 

## Semne și simptome
Cancerul de prostată în faza precoce de obicei nu provoacă simptome. Uneori, cu toate acestea, cancerul de prostată are simptome similare cu cele ale altor boli, cum ar fi hiperplazia benignă de prostată. Aceste simptome includ: urinare frecventă, nicturie (urinare frecventă în timpul nopții), cu începerea dificilă a urinării și menținerea unui flux continuu de urină, hematurie (sânge în urină), și disurie (urinare dureroasă).
Simptomele cancerului de prostată avansat sunt:
- durere puternică și senzație de amorțeala la nivelul pelvisului;
- durere în regiunea lombară și toracală;
- pierderea în greutate și a poftei de mâncare;
- oboseală continuă și aparent, fără motiv;
- greață și vărsături.
Cancerul de prostată este asociată cu disfuncții urinare deoarece prostata înconjoară uretra prostatică. Prin urmare, modificările în interiorul glandei afectează în mod direct funcția urinară. Deoarece ductul deferent transportă lichidul seminal în uretră 
și secrețiile glandei prostice de asemenea fiind incluse în conținutul lichidului seminal, cancerul de prostată poate provoca, de asemenea, probleme la nivelul functiei și performanței sexuale, cum ar fi dificultate în erecție sau ejaculare dureroasă.

Cancerul de prostată avansat de  se poate răspândi la alte părți ale corpului, cauzând simptome suplimentare. Cel mai frecvent simptom este durerea lanivelul osoaselor, de multe ori la vertebre (oasele coloanei vertebrale), pelvis, sau coaste  Metastaza cancerului la alte oase, cum ar fi femurul apare de obicei la partea proximală a osului. Metastaza cancerului de prostată la coloana vertebrală poate comprima măduva spinării, cauzând slăbiciunea picioarelor și incontinență urinară și fecală.

## Cauze
Cauzele specifice ale cancerului de prostată rămân necunoscute.
 
Factorii principali de risc sunt vârsta și anamneza familială. Cancerul de prostată este foarte puțin frecventă la bărbați cu vârsta sub 45 ani, dar devine mai frecventă odată cu înaintarea în vârstă. Vârsta medie la momentul diagnosticului este de 70 de ani.

Cu toate acestea, nu mulți bărbați știu că au cancer de prostată. Studiile de autopsie la bărbați din China, Germania, Israel, Jamaica, Suedia și Uganda, care au murit din alte cauze, au relevat că s-a găsit cancer de prostată la treizeci la sută dintre bărbații în vărstă de 50 de ani, și la optzeci la sută septuagenari.
Riscul la bărbații care au în familie cu gradul întâi de rudenie membrii cu cancer de prostată se pare că dublează riscul de a se îmbolnăvi de această boală comparativ cu bărbații fără cancer de prostată în familie. 
Aceste riscuri pare a fi mai mari pentru bărbații cu un frate  afectat de această boală ca în cazul bărbaților la care tatăl a fost afectat de cancer de prostată. În Statele Unite, în 2005, au fost aproximativ 230.000 de cazuri noi de cancer de prostată și 30.000 de decese cauzate de cancerul de prostată.

Bărbații cu hipertensiune arterială sunt mai susceptibili de a dezvolta cancer de prostată.
Asociat cu lipsa exercițiului fizic există o mică creștere a riscului de cancer de prostată. 
Un studiu din 2010 a constatat că celulele bazale de prostată au fost locul de origine cel mai frecvent din care s-a dezvoltat cancer de prostată.

## Cauze genetice
Fondul genetic poate contribui la riscul de cancer de prostată fiind asociat cu rasă și familie. Bărbații care au o rudă de gradul întâi (tatăl sau fratele) bolnavi de cancer de prostată au de două ori mai mare riscul de a dezvolta cancer de prostată iar cei care au două rudele de gradul întâi afectate au un risc de cinci ori mai mare comparativ cu bărbații care nu au această boală în anamneză familială . În Statele Unite cancerul de prostată este mai frecventă la afroamericani decât la bărbații albi sau hispanici, iar mortalitatea este de asemenea mai mare în cazul afroamericanilor.

### Cauze ce depind de alimentație
În timp ce o serie de factori dietetici au fost legați de cancerul de prostată dovada este încă o tentativă. 
Dovezile sprijină în mică măsură rolul fructelor și legumelor  în apariția cancerului de prostată. 
Carnea roșie și carnea procesată, de asemenea, par să aibă un efect redus conform studiile umane. 
Dovezile studiilor asupra animalelor ridică totuși probleme. .
Un nivel mai scăzut de vitamina D în sânge poate crește riscul de a dezvolta cancer de prostată.  
Acesta poate fi legat de expunere mai redusă la raze ultraviolete, deoarece expunerea la raze UV poate mări creșterea vitaminei D în corp.
Ceaiul verde poate fi protector (datorită catechinei pe care o conține), deși cel mai amplu studiu clinic indică faptul că nu are nici un efect protector. 
Alte metode holistice sunt, de asemenea, studiate.
Luând multivitamine mai mult de șapte ori pe săptămână poate crește de asemenea riscul de a contracta boala.
Această cercetare nu a putut evidenția responsabilitatea exactă a vitaminelor responsabilă pentru această creștere (aproape dublu), deși acestea sugerează că vitamina A, vitamina E și beta-carotenul pot să stea la bază. Se recomandă ca cei care iau aceste multivitamine să nu depășească niciodată doza zilnică indicată pe etichetă. Un nivel mai mare de seleniu în sânge a fost asociat cu un risc mai mic de cancer de prostată, cu toate acestea, suplimentarea nu a demonstrat beneficii.

### Cauze care depind de expunerea la efectele anumitor medicamente
Folosirea steroizilor în exces.

## Tratamente
După stabilirea diagnosticului de cancer al prostatei (prin puncție biopsie prostatică sau rezecție endoscopică) se stadializează boala în funcție de anumiți parametri (cum ar fi dimensiunea tumorală, starea ganglionilor limfatici regionali, eventualele metastaze la distanță).  Alegerea metodei de tratament aparține medicului urolog, în colaborare cu medicul oncolog și cu radioterapeutul.
De obicei, în fază incipientă, tratamentul cancerului de prostată constă în a combina radioterapia cu intervenția chirurgicală. Fiind o metodă de tratament mai puțin invazivă, radioterapia este indicată la pacienții cu speranța de viață sub zece ani și care au contraindicații pentru chirurgie. Pentru cancerul prostatic în stadiu mediu și avansat, tratamentul presupune o combinție între cele trei tratamente: radioterapie, intervenție chirurgicală și “managementul de așteptare” (supravegherea permanentă a bolnavului). Există și un al patrulea tratament: terapia hormonală, mai ales pentru bărbații în varstă sau cu cancer avansat. Chimioterapia este soluția finală, pentru cei care nu răspund nici tratamentului hormonal.
În cazul cancerului de prostată, radioterapia se folosește fie cu intenție curativă, pentru a trata tumora și zonele din jur (eventual ganglionii limfatici din pelvis), fie cu intenție paliativă, dacă tumora este foarte extinsă la organele din jur sau în organe la distanță, cum ar fi oasele. În cazul iradierii paliative scopul urmărit nu este vindecarea, ci ameliorarea unor simptome ca durerea sau micțiunea dificilă.
Iradierea se administrează în fracțiuni zilnice, 5 zile pe săptămână, timp de 7-8 săptămâni în cazul iradierii curative, câteva zile – săptămâni în cea paliativă. Cu ajutorul tehnicilor moderne de radioterapie IMRT și VMAT (cea mai avansată tehnica IMRT), organele sănătoase din jur pot fi evitate cu o mai mare precizie, durata ședintelor se limitează la 8 minute (IMRT) sau 2-3 minute (VMAT), toxicitatea este mult redusă față de tehnicile convenționale de radioterapie, iar dozele administrate pot fi mărite pentru o mai mare eficiență. Durata întregului tratament este variabilă în funcție de stadiul bolii și de starea generală a pacientului.
Dacă boala avansează, folosim ca metode de tratament, alături de radioterapie, și terapia hormonală, chimioterapia sau intervenția chirurgicală, în ultimă instanță.
Bărbații care suferă de cancer la prostată nu se pot vindeca pe deplin, iar atunci când afecțiunea ajunge într-un stadiu avansat, se impune utilizarea unui tratament combinat.
Alegerea unui anumit tip de tratament are loc în funcție de vârsta și starea generală a pacientului, dar și de preferințele sale.
Există pacienți care suportă radioterapia fără efecte secundare, alții se pot simți mai puțin confortabil, mai ales în partea a doua a tratamentului.
Cele mai frecvente efecte secundare sunt:
• Înroșirea tegumentului în zona iradiată.
• Diaree, crampe abdominale.
• Pierderea apetitului.
• Iritație rectală (scaune frecvente, rar cu sânge) sau a vezicii urinare (urinare frecventă sau dureroasă, urinare cu sânge).
• Incontinență urinară – rar.
• Impotența – este un efect secundar posibil în urma oricărui tratament în cancerul prostatic, nu numai în urma radioterapiei; din fericire, la mulți pacienți care sunt tratați prin radioterapie nu apar modificări ale potenței sau ele sunt minime;